# Österreichischer Filmpreis/Bester männlicher Darsteller

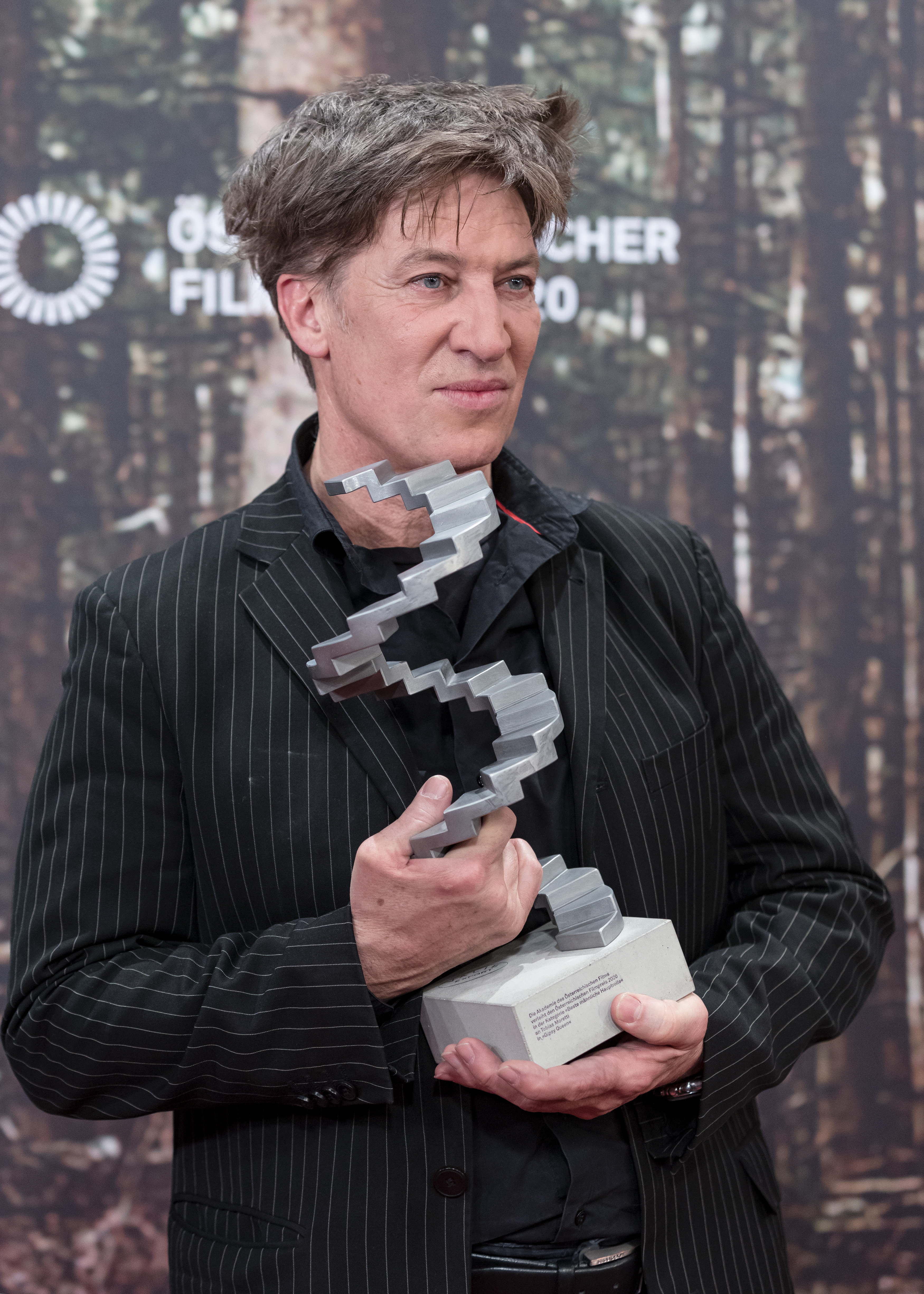
Tobias Moretti, Preisträger 2020

Österreichischer Filmpreis: Beste männliche Hauptrolle
Gewinner und Nominierte in der Kategorie Beste männliche Hauptrolle seit der ersten Verleihung des Österreichischen Filmpreises im Jahr 2011.
Die Ermittlung des Preisträgers erfolgt in einem zweistufigen Verfahren. Zuerst nominieren alle ordentlichen Mitglieder der Berufsgruppe („Sektion“) Schauspiel die von ihnen favorisierten Darstellerleistungen in einer geheimen schriftlichen Wahl. Nominierungen werden an bis zu drei Einzelleistungen vergeben – als nominiert gelten jene Filmschaffende, die die meisten Stimmen auf sich vereinen können. Die Ermittlung des Preisträgers erfolgt durch einen zweiten Wahlgang, an dem alle stimmberechtigten Mitglieder der Akademie des Österreichischen Films teilnehmen. Der Filmschaffende, der die höchste Stimmenanzahl auf sich vereinen kann, ist Gewinner des Österreichischen Filmpreises.

## Preisträger und Nominierungen

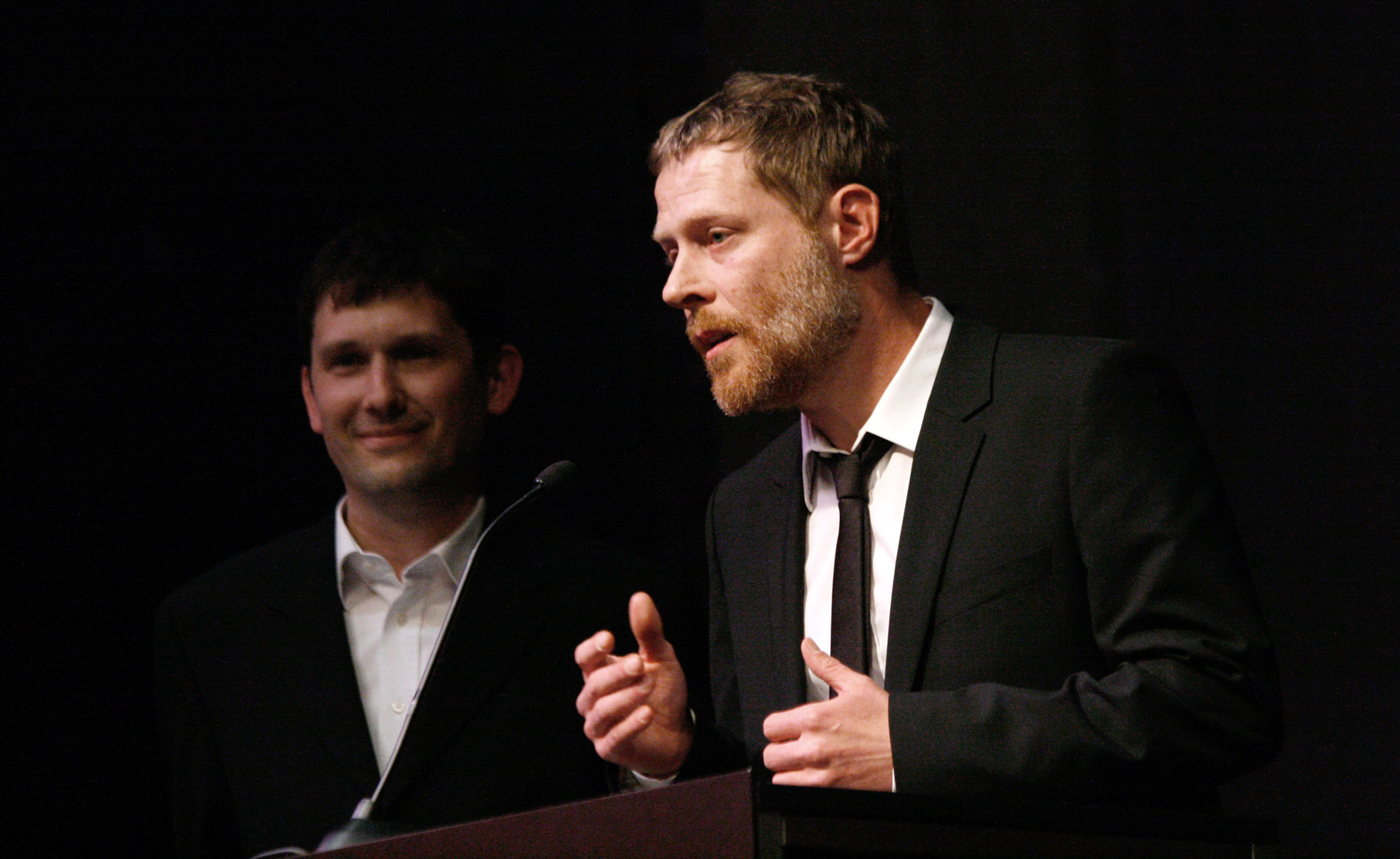
Andreas Lust (2011)
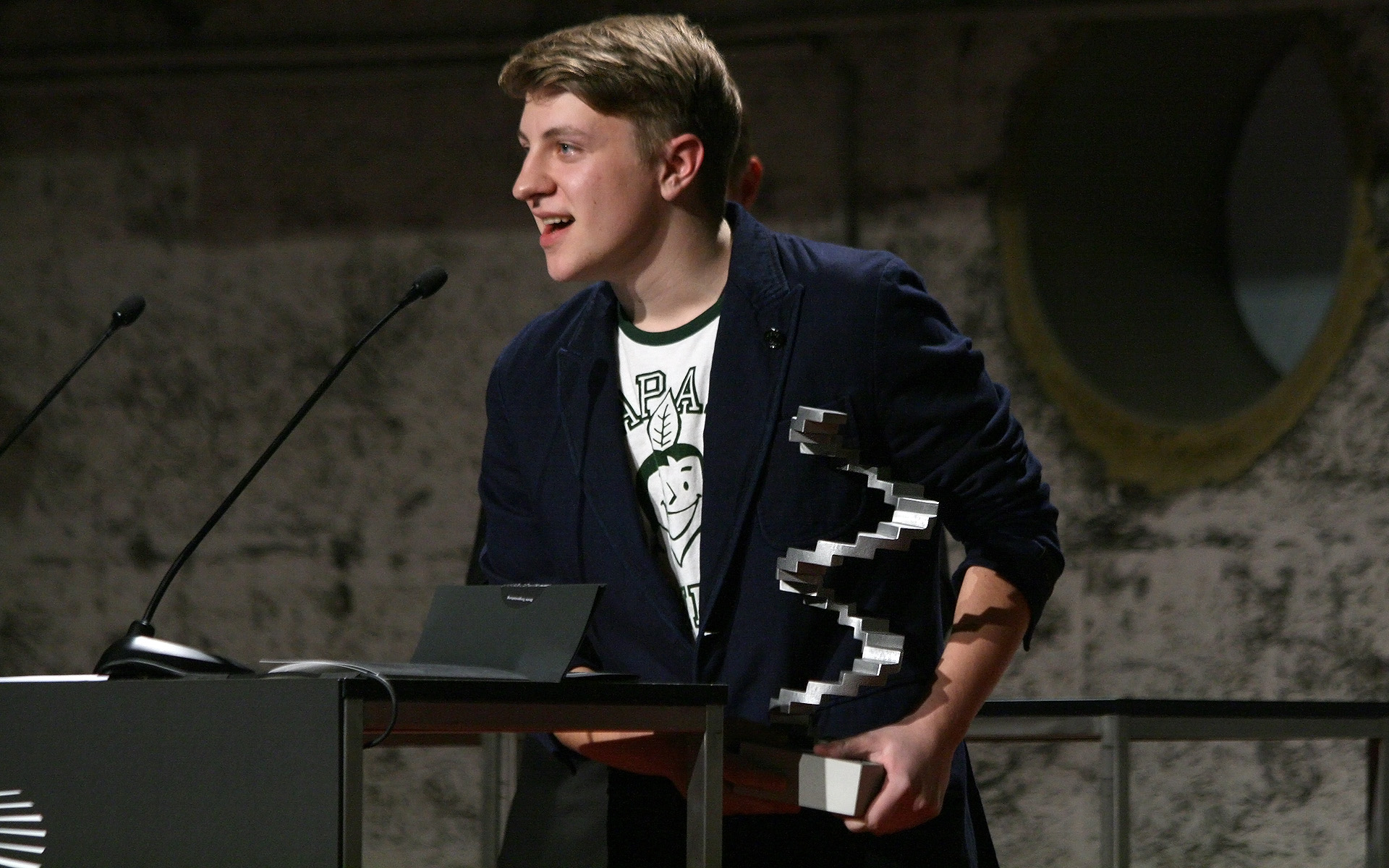
Thomas Schubert (2012)
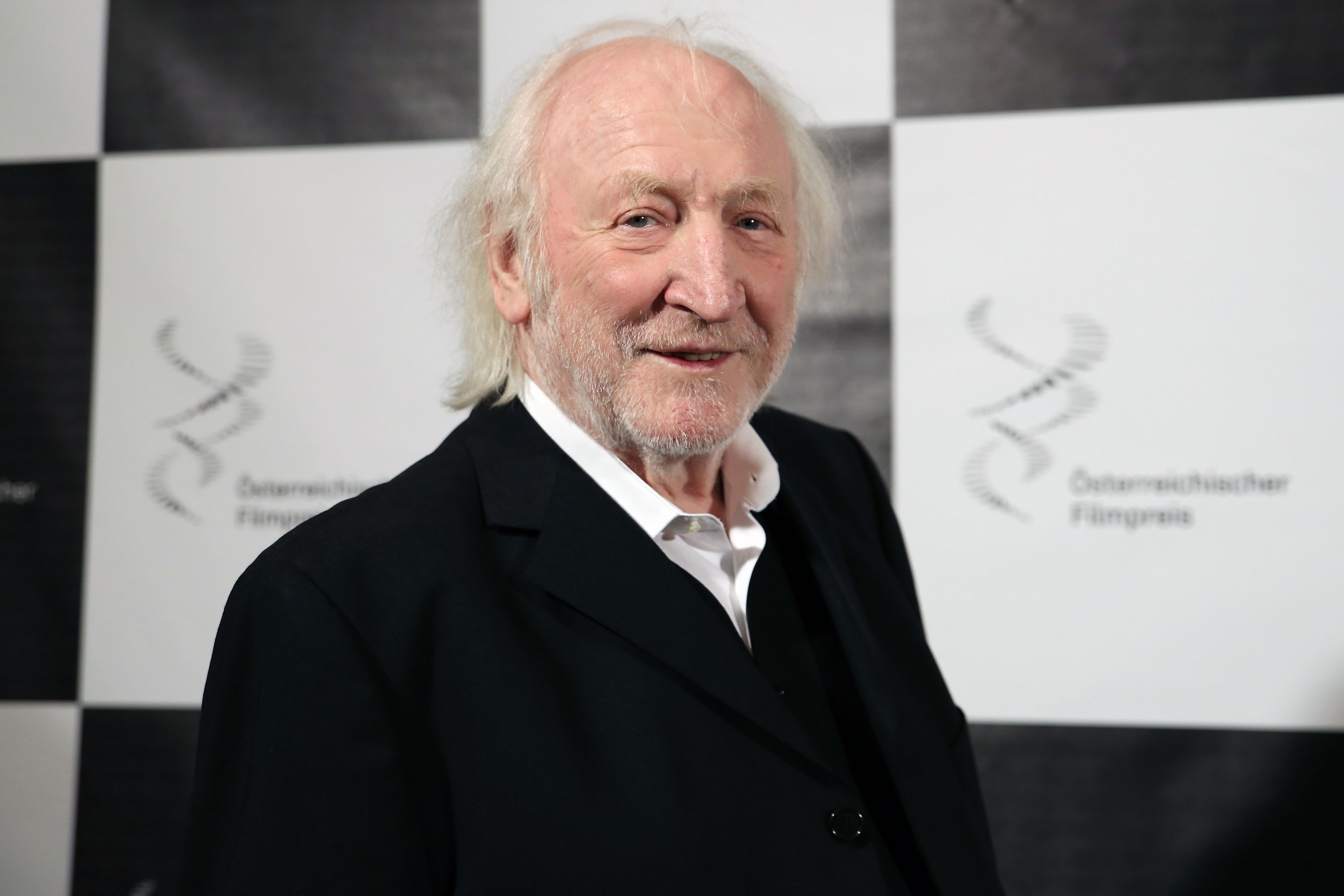
Karl Merkatz (2013)
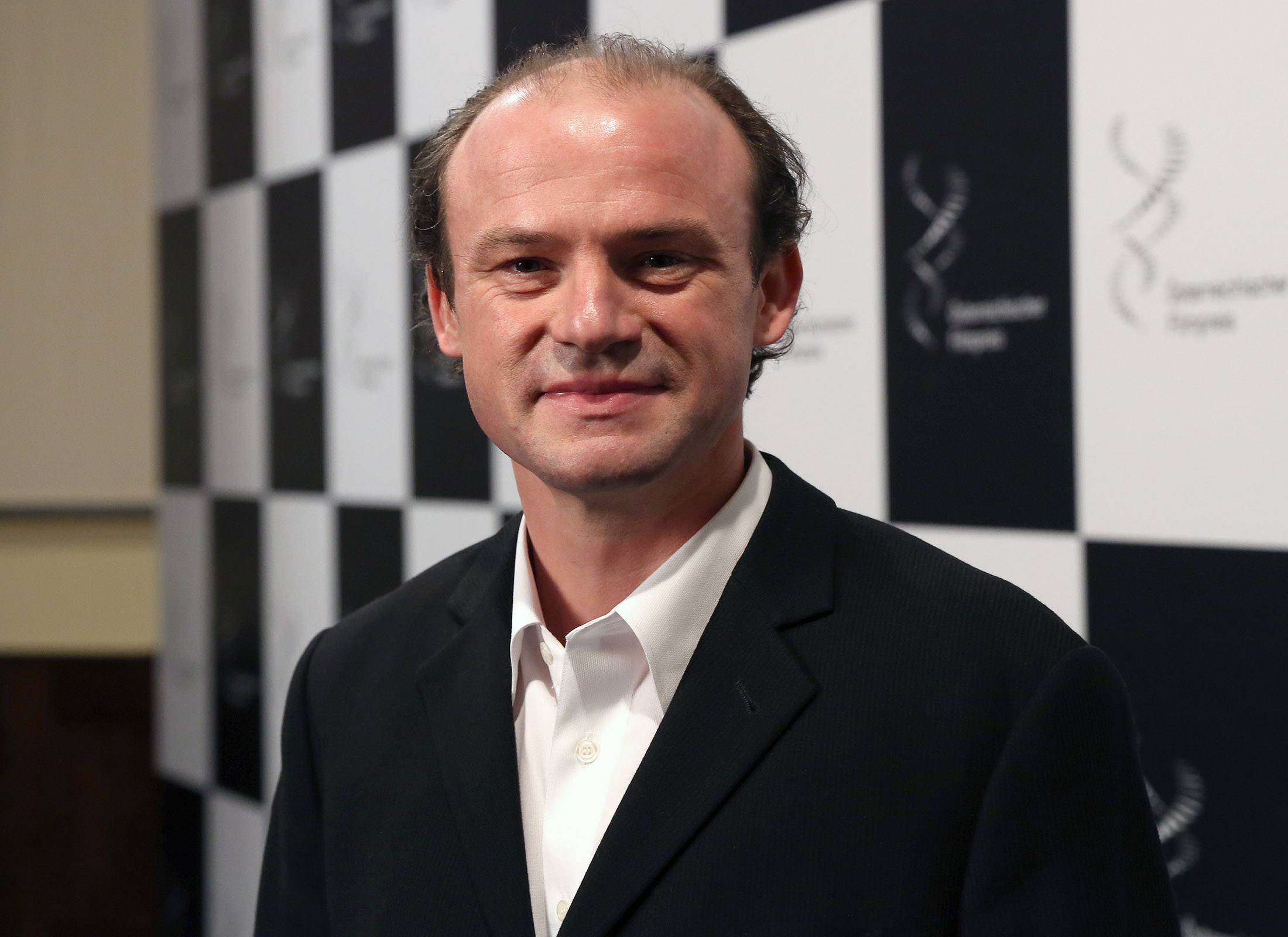
Gerhard Liebmann (2014)
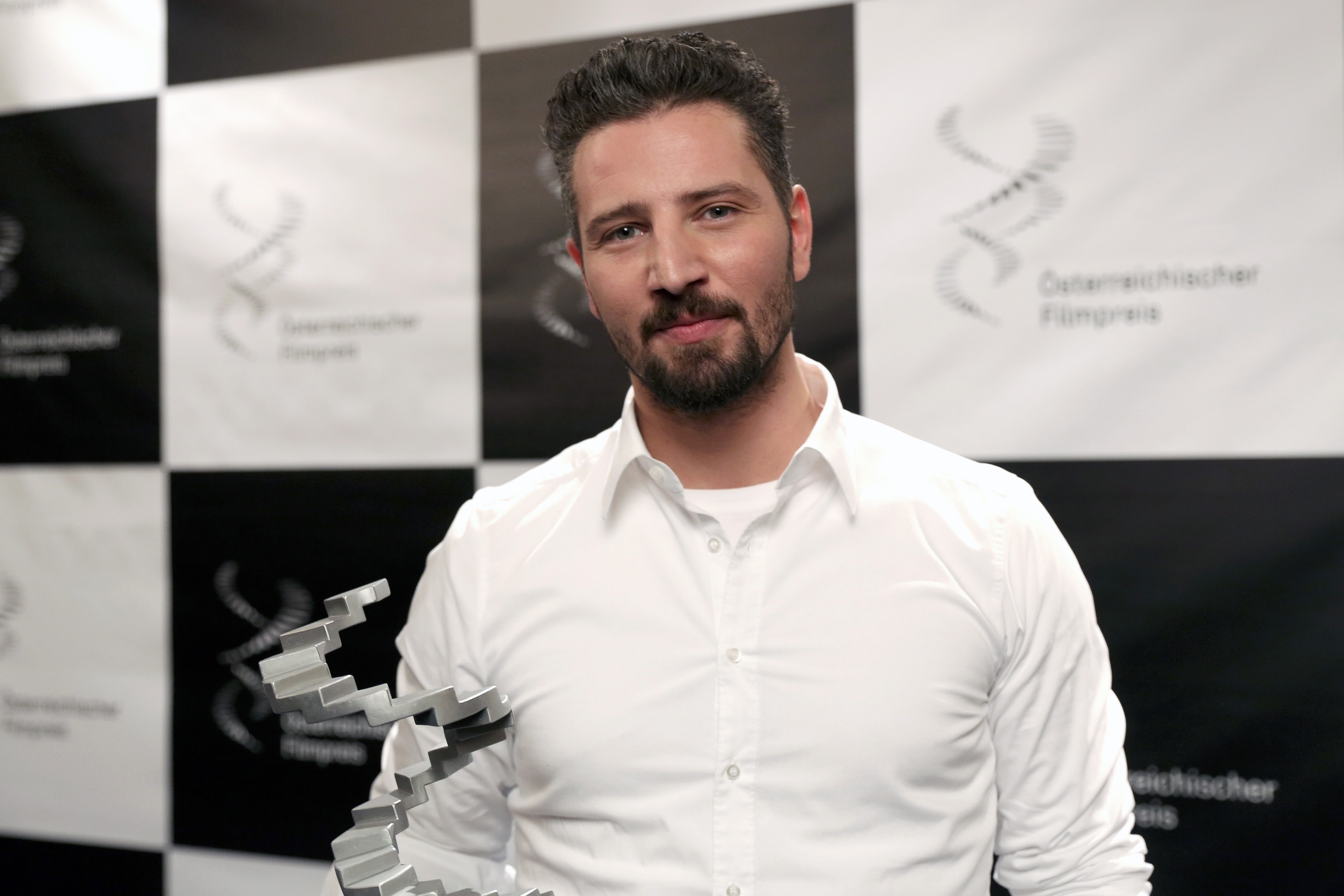
Murathan Muslu (2015)
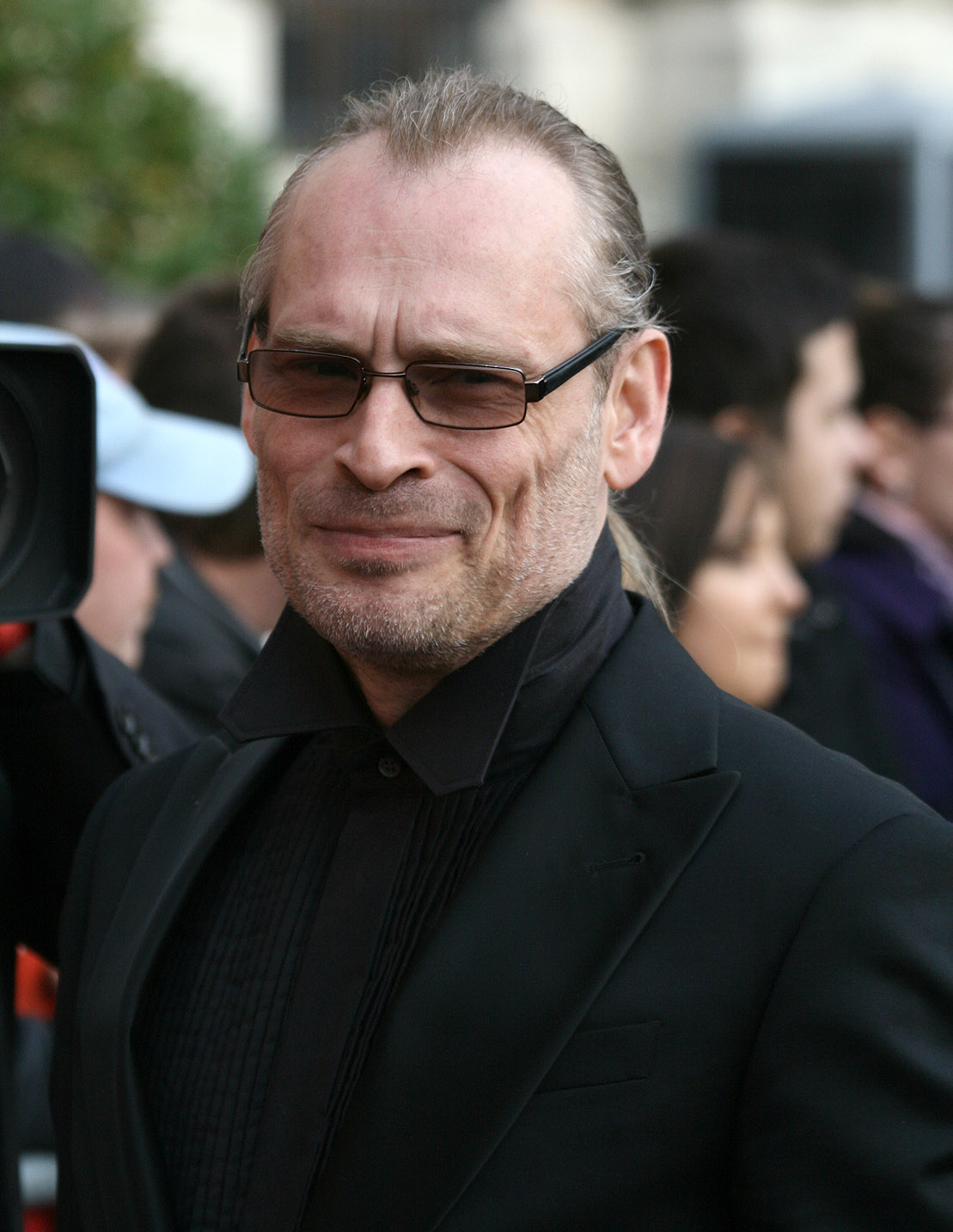
Johannes Krisch (2016)
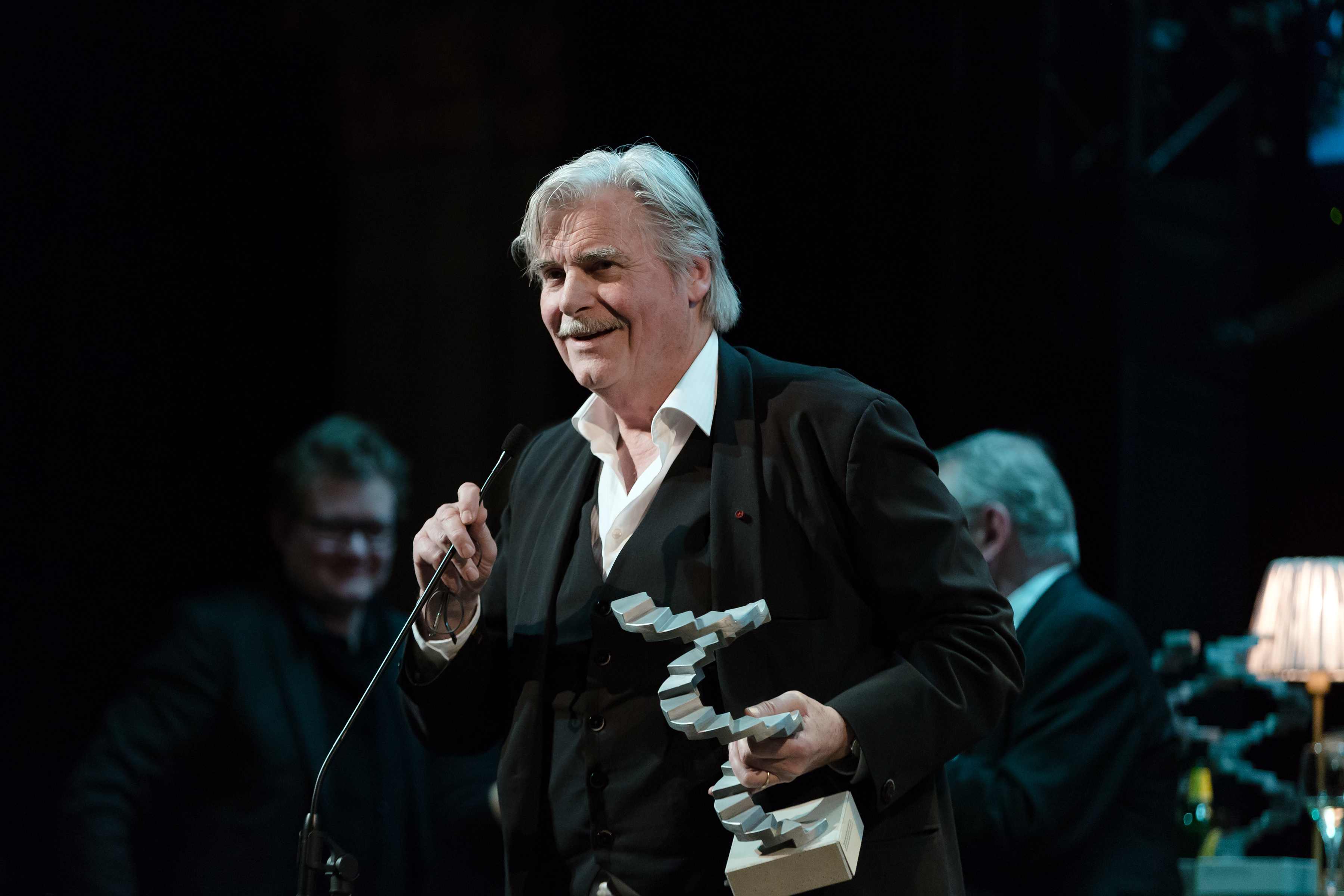
Peter Simonischek (2017)
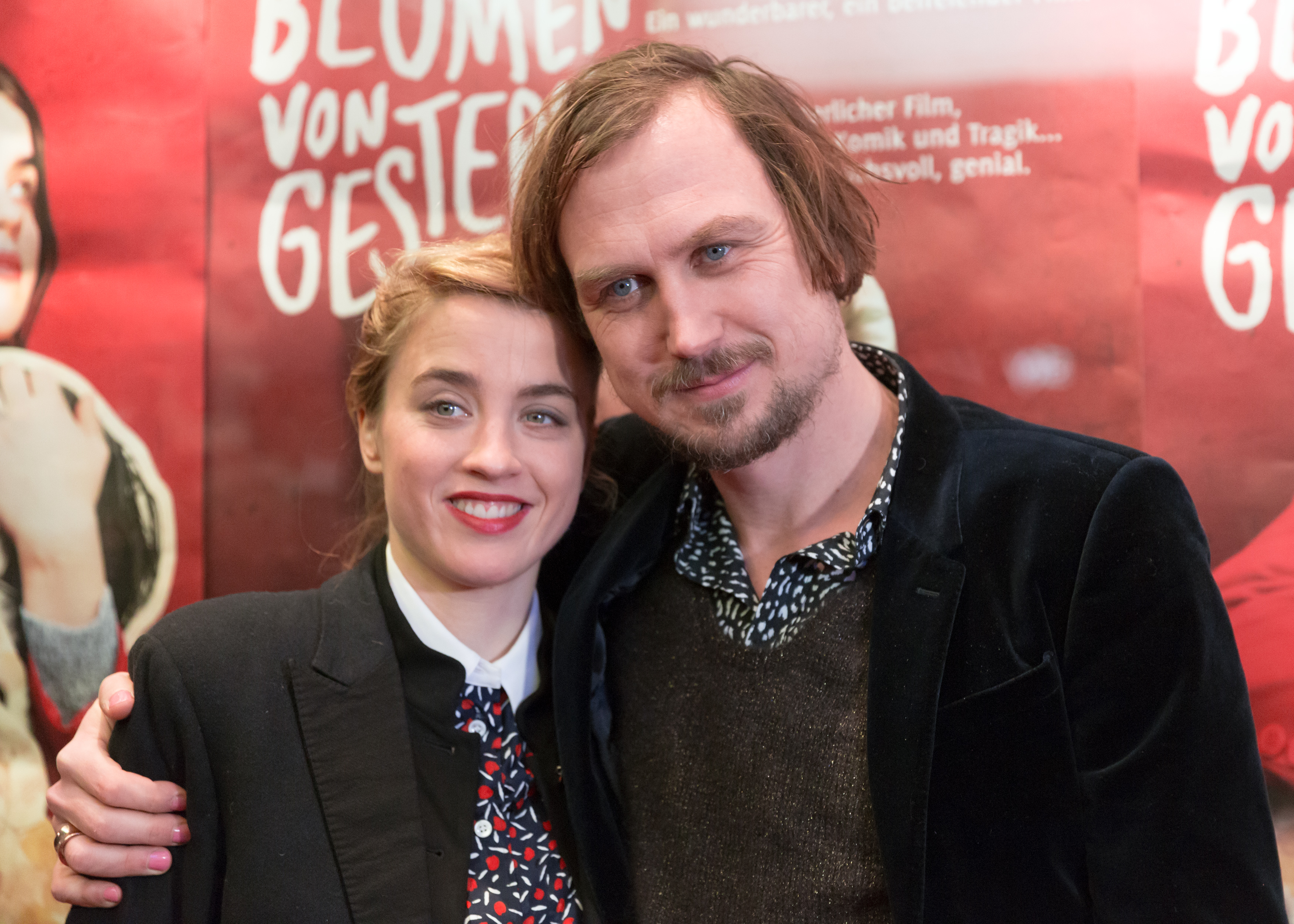
Lars Eidinger (2018)
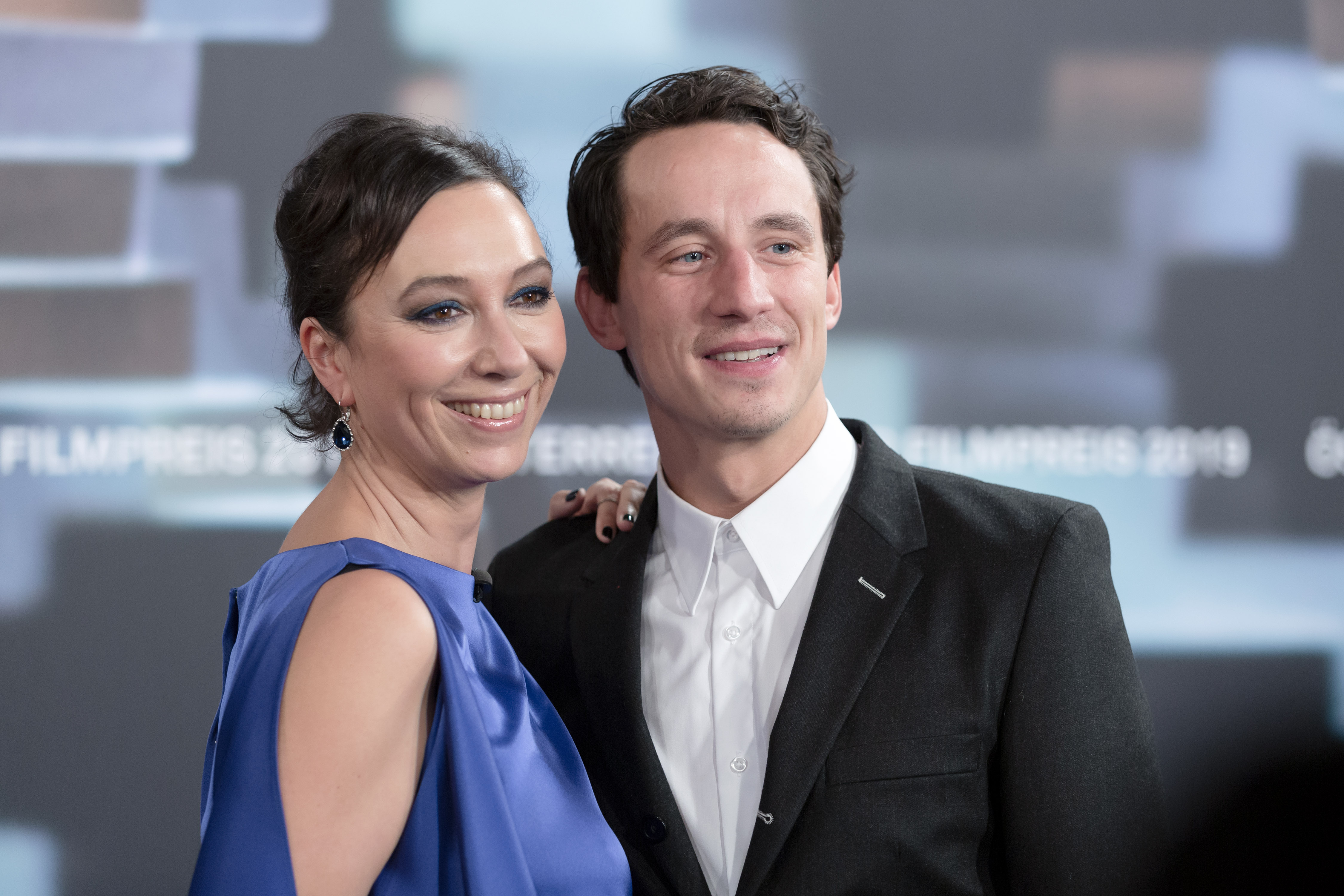
Laurence Rupp (2019)
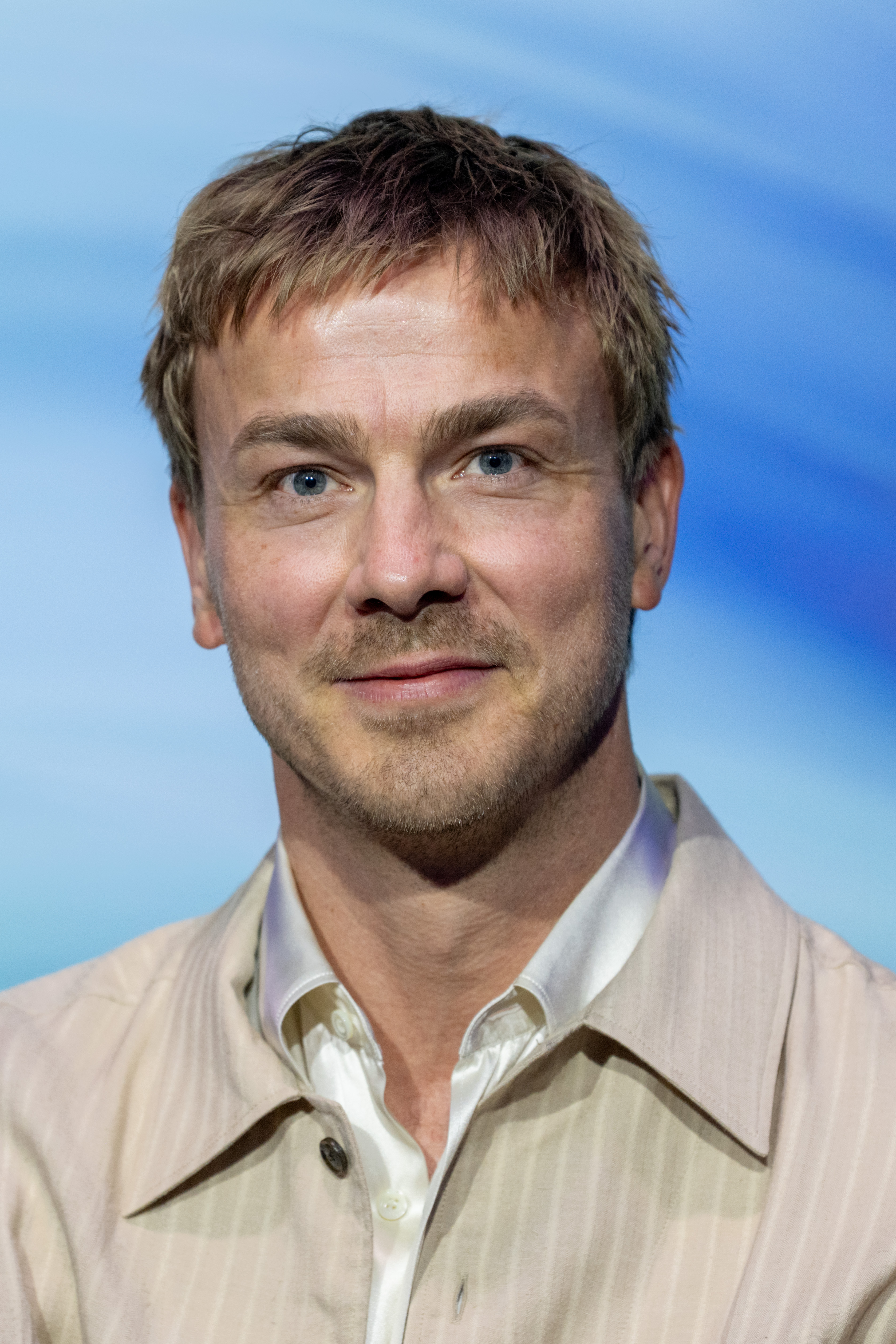
Albrecht Schuch (2025)

| Jahr | Preisträger       | Film                                 | Nominierungen                                                                                                   |
| ---- | ----------------- | ------------------------------------ | --- |
| 2011 | Andreas Lust      | Der Räuber                           | Moritz Bleibtreu – Jud Süß – Film ohne Gewissen Tobias Moretti – Jud Süß – Film ohne Gewissen                   |
| 2012 | Thomas Schubert   | Atmen                                | Josef Bierbichler – Brand – Eine Totengeschichte Nicholas Ofczarek – Am Ende des Tages                          |
| 2013 | Karl Merkatz      | Anfang 80                            | Lars Eidinger – Tabu – Es ist die Seele ein Fremdes auf Erden Andreas Lust – Grenzgänger                        |
| 2014 | Gerhard Liebmann  | Blutgletscher                        | Klaus Maria Brandauer – Der Fall Wilhelm Reich Abdulkadir Tuncer – Deine Schönheit ist nichts wert              |
| 2015 | Murathan Muslu    | Risse im Beton                       | Tobias Moretti – Das finstere Tal Daniel Sträßer – Der letzte Tanz                                              |
| 2016 | Johannes Krisch   | Jack                                 | Manuel Rubey – Gruber geht Rainer Wöss – Superwelt                                                              |
| 2017 | Peter Simonischek | Toni Erdmann                         | Raphael von Bargen – Thank You for Bombing Josef Hader – Vor der Morgenröte                                     |
| 2018 | Lars Eidinger     | Die Blumen von gestern               | Josef Hader – Wilde Maus Tobias Moretti – Die Hölle – Inferno Devid Striesow – Licht                            |
| 2019 | Laurence Rupp     | Cops                                 | Karl Fischer – Murer – Anatomie eines Prozesses Markus Freistätter – Erik & Erika Andreas Lust – Die Einsiedler |
| 2020 | Tobias Moretti    | Gipsy Queen                          | Georg Friedrich – Kaviar Valentin Hagg – Wie ich lernte, bei mir selbst Kind zu sein                            |
| 2021 | Thomas Prenn      | Hochwald                             | Thomas Mraz – Risiken und Nebenwirkungen Marcel Mohab und Manuel Rubey – Waren einmal Revoluzzer                |
| 2022 | Georg Friedrich   | Große Freiheit                       | Aleksandar Petrović – Fuchs im Bau Franz Rogowski – Große Freiheit                                              |
| 2023 | Gerhard Liebmann  | Eismayer                             | Simon Morzé – Der Fuchs Michael Thomas – Rimini                                                                 |
| 2024 | Voodoo Jürgens    | Rickerl – Musik is höchstens a Hobby | Valentin Postlmayr – Alma und Oskar Stefan Gorski – Ein ganzes Leben                                            |
| 2025 | Albrecht Schuch   | Pfau – Bin ich echt?                 | Josef Hader für Andrea lässt sich scheiden Roland Silbernagl für Elfi                                           |